# 삼대민취
삼대민취(三代民娶)는 고려, 조선 시대에 귀족, 양반 사대부가 같은 귀족, 양반 사대부 가문의 딸과 결혼하지 못하고, 양인, 평민의 딸과 결혼, 아내로 취하는 것을 말한다. 3대가 되도록 같은 양반 사대부가문에서 신부를 얻지 못하고, 평민의 딸을 취할 경우 양반으로 대접해주지 않았다. 사문난적, 사세난적, 명의죄인 등과 함께 귀족, 양반 사대부 사이에서 모욕적인 폄칭으로 쓰는 용어이기도 하다.
삼대민취라는 양반 사이의 비하, 폄칭은 후일 유주현의 소설 대원군에 그 내용이 언급되어 전한다. 한편 고종 때 명성황후가 자신의 며느리이자 세자 척의 세자빈을 자신의 10촌 민태호의 딸로 정하려 하자, 이를 비꼬는 뜻에서 삼대민취(三代閔娶)라는 풍자어가 돌기도 하였다. 일부 신하들은 시중에 삼대민취(三代民娶) 또는 삼대민취(三代閔娶)라고 풍자한다며 이를 반대하였다. 흥선대원군의 부인 여흥부대부인 민씨, 고종의 비 명성황후, 순종의 비 순명효황후 민씨는 모두 같은 집안으로 모두 인현왕후의 친정아버지 여양부원군 둔촌 민유중의 후손들이다.
그러나 왕실에서는 흥선대원군의 어머니이자 남연군의 부인인 여흥군부인 민씨 또한 같은 집안이므로 해당사항이 없다는 뜻으로 반박하기도 했다.

## 같이 보기
- 사문난적
- 대역죄인
- 사세난적
- 명의죄인